# Wave (canción)
«Wave» es una canción del músico estadounidense Beck, incluida en su álbum Morning Phase de 2014. Fue emitido como el primer sencillo promocional del álbum y, aunque no fue lanzado como un sencillo oficial, la canción alcanzó el puesto #28 en el Billboard Rock Songs.

## Recepción
La canción ha recibido críticas mixtas a positivas de los críticos. Kitty Empire de The Observer felicitó el arreglo de cuerdas de la canción combinado con la voz de Beck. Evan Sawdey de PopMatters y Ryan Dombal de Pitchfork Media ambos compararon "Wave" con la canción "Pyramid Song" de Radiohead, el primero la comparó positivamente, mientras que el último la comparó negativamente.

## Interpretaciones en vivo
Beck realizó la canción en vivo por primera vez el 24 de noviembre de 2013 en Los Ángeles, respaldado por la Orquesta Filarmónica de Los Ángeles. La canción fue interpretada en promoción de Song Reader, su libro de partituras lanzado el año anterior, aunque la canción no aparece en ese libro. El 1 de marzo de 2014, Beck interpretó la canción en Saturday Night Live.

## Posición en las listas
| País           | Lista (2014)         | Posición máxima |
| -------------- | -------------------- | --------------- |
| Estados Unidos | Billboard Rock Songs | 28              |